# 卡斯滕·胡克
卡斯滕·胡克（德語：Karsten Huck，1945年11月13日—），德国前男子马术运动员。他曾代表西德参加1988年夏季奥林匹克运动会马术比赛，获得个人场地障碍赛铜牌。